# Субморф
Субмо́рф — часть корня, внешне похожая на аффикс, но не имеющая своего значения и поэтому не вычленяемая в качестве самостоятельного элемента морфемной структуры слова: -ак в колпак, табак (ср.: рыбак, резак), -ец в венец, огурец (ср.: зубец, резец), -ок в кубок, чулок (ср.: грибок, дубок) и др.
В отличие от таких же незначимых интерфиксов (-ш- в кино-ш-ный, -й- в кофе-й-ник) при попытке отделения субморфа от морфа значение теряется (например, *таб из табак, *огур из огурец, *чул из чулок).
Субморфы представляют интерес для морфонологии, поскольку в них наблюдаются те же чередования, что и в омонимичных им аффиксах; ср.: венец — венца — венчик и зубец — зубца — зубчик.
Концепция субморфа впервые получила освещение в работе В. Г. Чургановой «Очерк русской морфонологии» (1973).
Возражения, встречаемые концепцией субморфа, связаны как с тем, что членение словоформы на субморфы видится слишком уж произвольным, так и с тем, что существуют примеры различного морфонологического поведения омонимичных морфем и сходного морфонологического поведения синонимичных морфем.